# Grande coraggio
Grande Coraggio è un singolo di Alexia pubblicato nel 2008.

## La canzone
È il primo singolo promozionale estratto dall'album Alè del 2008, che segna il ritorno dell'artista spezzina dopo ben tre anni di assenza dal panorama musicale.
Il brano esce nelle principali radio italiane il 30 maggio, e meraviglia per le nuove sonorità e il nuovo stile interpretativo della cantante, che vuole affrontare tramite la musica, nuove tematiche che vanno dal sociale allo strettamente personale.
Il singolo è stato scelto come inno di coraggio per accompagnare gli atleti delle Olimpiadi di Pechino 2008, dove l'artista ha tenuto un concerto, 1ª tappa del suo World Tour, a "CasaItalia" per Radio Italia.

## Il videoclip
Per la canzone sono stati registrati 2 video: il primo in versione montaggio uscito immediatamente per la presentazione della canzone, dove si vedono alcune fasi della registrazione del brano e alcune immagini dove la cantante prepara il booklet fotografico; il secondo video è quello ufficiale girato nel mese di giugno dal regista Lorenzo Vignolo, e mostra le vicende di un gruppo di ragazzi che decidono di far festa e quindi di "vivere", anche quando le condizioni spesso non lo permettono. Da notare nel videoclip la presenza delle "torce" che i ragazzi si passano a vicenda simbolo della torcia olimpica.

## Curiosità
- È stato inserito in uno speciale album contenenti "Hit estive", che ha preso il titolo dall'ultimo film di Carlo Vanzina, Un'estate al mare per l'etichetta Edel Records.[1]
- È stato inserito in una speciale compilation, insieme a brani di altri interpreti, curata da Rockol che offrirà una speciale visione dell'italian style musicale moderno.[2]